# Coleo de Samos
Coleo (en griego: Κωλαίος) fue un mercader y navegante jonio de mediados del siglo VII a. C., natural de la isla de Samos, que, según Heródoto de Halicarnaso, se hallaba en ruta hacia Egipto y, tras socorrer a los colonos tereos, fue arrastrado por los vientos hasta Tartessos, mercado virgen para los griegos, obteniendo una de las mayores ganancias que se recordaban en su momento (exceptuando las de Sóstrato de Egina), evaluadas en sesenta talentos, es decir, 1620 kilogramos de plata. Con la décima parte de los beneficios, encargaron un magnífico exvoto en honor a la diosa Hera, patrona de Samos.
Es el primer griego "histórico", casi contemporáneo del propio Heródoto, en viajar a la península ibérica, después de los viajes míticos de los héroes aqueos.

## La narración de Heródoto
Considerada por algunos investigadores como una de las referencias históricas más antiguas sobre la actividad de los griegos en el entorno de la península ibérica, la historia de Coleo de Samos llega a nosotros de boca del historiador Heródoto: 

Después de esto una nave samia, cuyo capitán era Colaios, navegando con rumbo a Egipto, fue desviada a Platea; enterados los samios por Corobio de toda la historia, le dejaron provisiones para un año; y ellos zarparon de la isla con vivos deseos de llegar a Egipto, pero, desviados por el viento apeliotes, que cesó durante todo el viaje, fueron llevados más allá de las Columnas de Hércules y por providencia divina, llegaron a Tartessos.

Este mercado estaba en aquel tiempo inexplotado todavía; por lo que los samios, al volver a su país, obtuvieron de su cargamento mayores ganancias que ninguno de los griegos de quienes tengamos noticias ciertas, excepto únicamente el egineta Sóstrato, hijo de Laodamante, porque a éste nadie lo igualó. Los samios tomaron seis talentos, la décima parte de sus beneficios, y construyeron en bronce un vaso a modo de crátera argólica con unas cabezas de grifos salientes alrededor del borde y la consagraron en el templo de Hera, soportándola tres colosos de bronce arrodillados, cuya altura era de siete codos. Desde estas hazañas empezaron las buenas relaciones de los de Cirene y los de Tera con los samios.
Heródoto, Historias, IV, 152.

## Trasfondo histórico

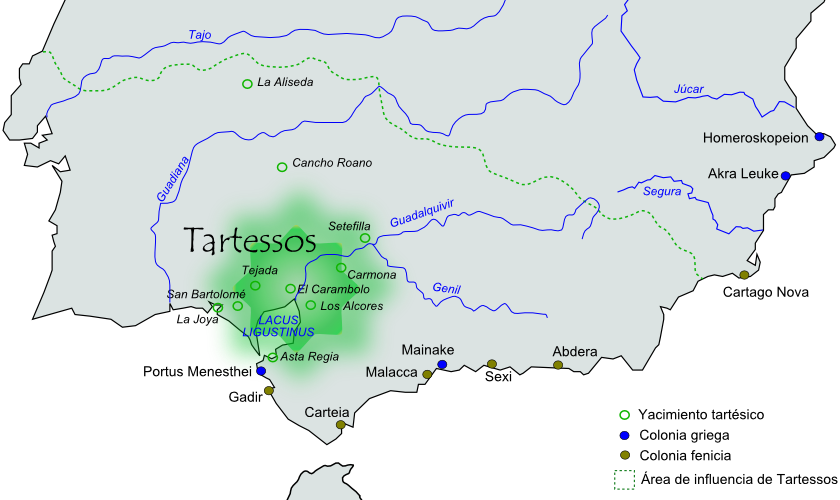
Área aproximada de extensión e influencia de la civilización de Tartessos.

Por la escasa prueba arqueológica, no solo sobre esta historia en sí, sino en general, en cuanto a los yacimientos de enclaves griegos en la Península (limitados a Rosas, Ampurias y poco más) la narración podría ser más que una historia real, el relato semilegenderario de una actividad desarrollada a partir del siglo VIII a. C. por los griegos en su expansión comercial, así como un buen reflejo de la atracción que los griegos contemporáneos de Heródoto sentían por la mítica Tarteso.